# Чун-ди (Хань)
Сяочун-ди (кит. трад. 孝沖帝) или коротко Чун-ди (кит. трад. 沖帝), личное имя Лю Бин (кит. трад. 劉炳, 143—145) — восьмой император китайской империи Восточная Хань.

## Биография
Лю Бин был сыном императора Шунь-ди от наложницы Юй. В 144 году император почувствовал себя больным, и назначил Лю Бина, который был в тот момент его единственным сыном, наследником престола. Несколько месяцев спустя император скончался, и годовалый Лю Бин стал императором; регентом при нём стала Вдовствующая императрица Лян.
Фактически вместо императрицы стал править её брат Лян Цзи, который приобрёл почти абсолютную власть. Однако в стране продолжались мятежи; была разграблена даже могила императора Шунь-ди.
В начале 145 года малолетний Чун-ди скончался. Вдовствующая императрица Лян сначала хотела сохранить его смерть в секрете, чтобы успеть выбрать преемника, но потом прислушалась к совету чиновника Ли Гу и решила объявить о смерти императора публично и по всем правилам. В столицу были вызваны его родственники по мужской линии Лю Суань (Цинхэский князь) и Лю Цзуань (сын Бохайского князя), чтобы выбрать одного из них новым императором. При дворе  более понравился взрослый Лю Суань, но Лян Цзи предпочел молодого императора, которого можно было контролировать, и поэтому на престол был возведён 7-летний Лю Цзуань.